# Вепрчани
Вепрчани (мкд. Вепрчани) су насеље у Северној Македонији, у јужном делу државе. Вепрчани припадају општини Прилеп.

## Географија
Насеље Вепрчани је смештено у јужном делу Северне Македоније. Од најближег већег града, Прилепа, насеље је удаљено 35 km јужно (путем).
Вепрчани се налазе на северу високопланинске области Маријово, као једно од најзабаченијих, али и етнички најчистијих делова православног словенског живља на тлу Македоније. Насеље је положено јужно од планине Дрен, док се југоисточно издиже Селечка планина. Надморска висина насеља је приближно 810 метара.
Клима у насељу је планинска због знатне надморске висине.

## Становништво
По попису становништва из 2002. године, Вепрчани су имали 10 становника. Почетком 20. века ту је живело преко 500 становника.
Претежно становништво у насељу су етнички Македонци (100%).
Већинска вероисповест у насељу је православље.